# Nervous but Glamorous
「Nervous but Glamorous」（ナーバス・バット・グラマラス）は、日本のバンド・レベッカの8枚目のシングル。1987年11月18日にCBS・ソニー / FITZBEATから発売された。

## 背景
前作「MONOTONE BOY」から約7か月ぶりとなるシングルで、アルバム『Poison』の先行シングルとしてリリースされ、表題曲である「Nervous but Glamorous」は、レベッカがイメージキャラクターを務めたSONYのミニコンポ「Liberty」のCMソングに使用された。
カップリング曲である「真夏の雨」も、アルバム『Poison』にアルバムバージョンとして収録されている。

## 収録曲
| 全作詞: NOKKO、全作曲: 土橋安騎夫、全編曲: レベッカ。 |                           |       |            |      |
| #                                                     | タイトル                  | 作詞  | 作曲・編曲 | 時間 |
| 1.                                                    | 「Nervous but Glamorous」 | NOKKO | 土橋安騎夫 | 4:44 |
| 2.                                                    | 「真夏の雨」              | NOKKO | 土橋安騎夫 | 5:36 |
| 合計時間:                                             | 合計時間:                 | 10:20 |            |      |

## メディアでの使用
| # | 曲名                      | タイアップ                          | 出典 |
| - | ------------------------- | ----------------------------------- | ---- |
| 1 | 「Nervous but Glamorous」 | ソニー ミニコンポ“リバティ”CMソング |      |

## カバーしたアーティスト
| アーティスト | 収録作品                           | 発売日         | 備考                             |
| 真夏の雨     | 真夏の雨                           | 真夏の雨       | 真夏の雨                         |
| ------------ | ---------------------------------- | -------------- | -------------------------------- |
| 辛島美登里   | tribute to REBECCA DREAM DISCOVERY | 1999年11月10日 | レベッカのトリビュート・アルバム |